# Lucia Eggenhofferová
Lucia Eggenhofferová (Nagykürtös, 1977. –) szlovák költő.

## Élete, munkássága
A szucsányi  Angol-Szlovák Gimnáziumban tanult, majd Eperjesen folytatta egyetemi tanulmányait. A Dotyky irodalmi magazin külső szerkesztője volt. Jelenleg Prágában él, és a versíráson kívül független kreatív igazgatóként, ötletgyártóként, fotósként és illusztrátorként dolgozik. Verset publikált számos irodalmi magazinban (Rak, Romboid, Aspekt, Literárnom týždenník, Slovenské pohľady), valamint a Szlovák Rádióban, a Cseh Rádióban és a Devín Rádióban is hallhatóak voltak a művei.

## Művei
- Dni na dlani (1999) Napok a tenyéren
- Medziriadky (2005) A sorok között
- Päť x päť. Antológia súčasnej slovenskej poézie (2012)[1] Öt x öt. A kortárs szlovák költészet antológiája

## Díjai, elismerései
- Dicséret a költői munkájáért, Emerson Főiskola, Boston (1996)
- Rubato versenydíj; Wolkrova Polianka-díj (1998)
- Irodalmi Senica (fődíj a versenyen) (1999)
- Az Év debütálása (1999)
- Fiatal oroszlánok – ezüst (2004)
- Diótörő – ezüst (2005)
- A Mobius Awards, LA, USA – Arany és bizonyítvány a kiemelkedő kreativitásért (2005)
- Screenvision - Arany (2005)
- Arany dob – döntős a Golden Watchban (2005)
- Eurobest – döntős (2005)
- Moszkvai Nemzetközi Reklámfesztivál – Ezüst (2006)
- Szivárványgömb – ezüst (2006)
- Effie – Ezüst (2006)
- Közvetlen cseh – bronz (2006)
- Effie – Arany (2008)

## Fordítás
- Ez a szócikk részben vagy egészben  a   Lucia Eggenhofferová című szlovák Wikipédia-szócikk ezen változatának fordításán alapul.  Az eredeti cikk szerkesztőit annak laptörténete sorolja fel. Ez a jelzés csupán a megfogalmazás eredetét és a szerzői jogokat jelzi, nem szolgál a cikkben szereplő információk forrásmegjelöléseként.